# Mohamed Tibari
Mohamed Tibari (en arabe : محمد التيباري), né le 30 novembre 1934 à Casablanca et mort le 3 février 2010 dans la même ville, est un footballeur et entraîneur de football marocain évoluant au poste de défenseur.
Formé au Wydad AC, il y a brillé avant de rejoindre la France en 1957, où il joue pour le RC Paris, le CA Paris puis le Toulouse FC. De retour au Maroc, il rejoue pour le Wydad puis termine sa carrière de joueur au Chabab Mohammedia.
Devenu entraîneur, il mène le Racing AC à un sacre national historique en 1972, avant de rejoindre le Raja CA l'année suivante où il mène l’équipe à sa première Coupe du trône. Malgré ses bonnes performances, l'équipe manque de peu le championnat à deux reprises. Tibari entraîne ensuite le Raja de Béni Mellal, l’Étoile de Casablanca et l’US Safi, avant de gagner avec le Raja une seconde Coupe du trône en 1982.
En sélection, il fait partie de la première équipe nationale marocaine après l’indépendance, constituée par Larbi Benbarek à l'occasion des Jeux Panarabes de 1957. Le Maroc atteint les demi-finales avant d’être éliminé par la Syrie. Il participe également aux Jeux Panarabes de 1961 à Casablanca, remportés par le Maroc. Tibari prend part aux éliminatoires de la Coupe du monde 1962, où le Maroc élimine la Tunisie puis le Ghana, avant d’être battu par l’Espagne au barrage.

## Biographie

### Carrière de joueur

#### Débuts
Mohamed Tibari voit le jour le 30 novembre 1934 à Casablanca. Il rejoint les équipes de jeunes du Wydad Athletic Club avant de d'intégrer l'équipe première en 1953.

#### Wydad et passage en France
Le 23 novembre 1956 au Stade d'honneur devant plus de 30 000 spectateurs, il joue la finale de la première édition de la Coupe du Trône face au Mouloudia d'Oujda. Lorsque l'arbitre Boubker Lazrak siffle la fin de la rencontre, le règlement de la Fédération royale marocaine de football donne le titre aux Orientaux car ce sont eux qui ont marqué en premier.
En 1957, Tibari signe un contrat de quatre ans au RC Paris, où il a retrouvé Abderrahman Mahjoub, une autre vedette du football national et international. En 1960-1961, le Racing manque de peu le titre et finit en deuxième position à une longueur de l'AS Monaco.
En 1961, il rejoint le CA Paris puis rallie le Toulouse FC.

#### Retour au Maroc et retraite
En 1963, il retourne au Wydad avec lequel il disputa une seconde finale de Coupe du Trône en 1964, qui la perd également, cette fois contre le Kawkab Marrakech (2-3). En 1965, il rejoint le Chabab Mohammedia avant de raccrocher les crampons.

### Carrière d'entraîneur
En 1971, il débarque au Racing AC (nommé alors Association des Douanes Marocaines) au poste d'entraîneur et réussit l'exploit de gagner le premier et seul championnat de l'histoire du club dès sa première saison. Le club est relégué en deuxième division dès la saison suivante.
En 1973, il prend les rênes du Raja Club Athletic. Au terme de sa première saison, le Raja perd le championnat lors de l'ultime journée au profit du Raja de Béni Mellal. Le 28 juillet 1974 au Stade Mohamed V, les Verts triomphent en finale de la Coupe du trône 1974 face au Maghreb de Fès grâce au but de Mohamed Lâarabi à la 35e minute, et remportent le premier titre de leur histoire.
La deuxième saison de Tibari voit le Raja manquer encore une fois le championnat en terminant à deux longueurs du champion, bien qu'il ait la meilleure attaque.
En 1975, il quitte le Raja et est aussitôt recruté par le président-fondateur du Raja de Béni Mellal Abdellatif Mesfioui, pour mener une équipe en déroute pour la saison 1975-1976. Mais il ne peut les sauver et le club est relégué.
Après des passages avec l'Étoile de Casablanca et l'US Safi, il revient au Raja en 1979 pour une saison avec Aziz Kabbaj comme adjoint. Cependant, l'effectif n'est plus aussi fourni à la suite des départs de grands joueurs tels que Saïd Ghandi, Houmane Jarir, Jawad El Andaloussi, Aliouate, Petchou, Bénini, P'tit Omar ou Hamza Bourezgui. L'équipe termine donc en 8e position et sort des quarts de finale de la Coupe du trône face au Fath Union Sport.
Tibari revient au Raja une dernière fois en 1981, mais il trouve une meilleure équipe cette fois-ci. avec l'éclosion de nombreux jeunes joueurs dont Mustapha Haddaoui, Hassan Mouahid, Mohamed Nejmi, Said Seddiki, Mehdi Mellouk et Abderrahim Hamraoui.
Les Verts terminent 5e en championnat mais remportent le 14 mars 1982 la Coupe du trône contre la Renaissance de Kénitra (1-0).

### Décès
En novembre 2001, le quotidien Aujourd'hui le Maroc rencontre Mohamed Tibari et écrit un article. Âgé et solitaire, il passe ses journées dans un café de Casablanca, survivant avec une maigre rente mensuelle, et souffrant de l’ingratitude du monde du football et du système amateur qui ne prévoyait à son époque aucune protection sociale pour les joueurs retraités.
Le 3 février 2010, il décède à Casablanca à l'âge de 75 ans.

## Carrière internationale
Mohamed Tibari fait partie de la première sélection marocaine constituée après l'indépendance, et entrainée par Larbi Benbarek à l'occasion des Jeux Panarabes de 1957 au Liban. Le premier match fut joué contre l'Irak le 19 octobre 1957 (3-3). L'équipe bat ensuite la Libye (5-1), et la Tunisie (3-1), pour se qualifier en demi-finale. Son parcours prend fin face à la Syrie le 26 octobre 1957 malgré le fait que la rencontre se soit terminée par un match nul (1-1).
Du 24 août au 8 septembre 1961, il prend part aux Jeux Panarabes de 1961 organisés à Casablanca et remportés par les Lions de l’Atlas.
Tibari est appelé pour disputer les éliminatoires de la Coupe du monde 1962 sous Larbi Benbarek puis Mohamed Massoun. Les Lions de l'Atlas font face à la Tunisie. Après une victoire de 2 à 1 à l'aller, ils s'inclinent sur le meme score au retour, un match barrage est donc prévu pour janvier 1961 à Palerme en Italie,. Le match se termine encore une fois par un nul. Pour départager les deux équipes, un tirage au sort a lieu et tourne à l'avantage du Maroc qui continue dans les qualifications,. Les marocains enchaînent et éliminent le Ghana pour affronter l'Espagne pour le match décisif. L'équipe du Maroc est finalement éliminée à la suite de deux défaites successives face aux Espagnols (1-0, puis 3-2),.

## Palmarès

### En tant que joueur
Wydad AC
- Botola Pro1 (2)
  - Champion : 1954-55 et 1956-57

- Coupe du Trône
  - Finaliste : 1956-57 et 1963-64,

 RC Paris
- Championnat de France
  - Vice-champion : 1961

### En tant qu'entraîneur
Raja CA
- Coupe du Trône (2)
  - Vainqueur : 1974 et 1982

- Botola Pro1
  - Vice-champion : 1974

 Racing AC
- Botola Pro1 (1)
  - Champion : 1971/72